# Sécheval
Pour les articles homonymes, voir Sécheval (homonymie).
Sécheval est une commune française, située dans le département des Ardennes en région Grand Est.

## Géographie

### Hydrographie
La commune est dans le bassin versant de la Meuse au sein du bassin Rhin-Meuse. Elle est drainée par le ruisseau de Fau, le ruisseau de Mauby, le ruisseau du Bois de Waibes, le ruisseau d'Herbiaux, le ruisseau du Vieux Pre, le ruisseau du Cuviseau et le ruisseau de Secheval,.
Le ruisseau de Fau, d'une longueur de 19 km, prend sa source dans la commune des Mazures et se jette  dans la Meuse à Revin, après avoir traversé six communes. 

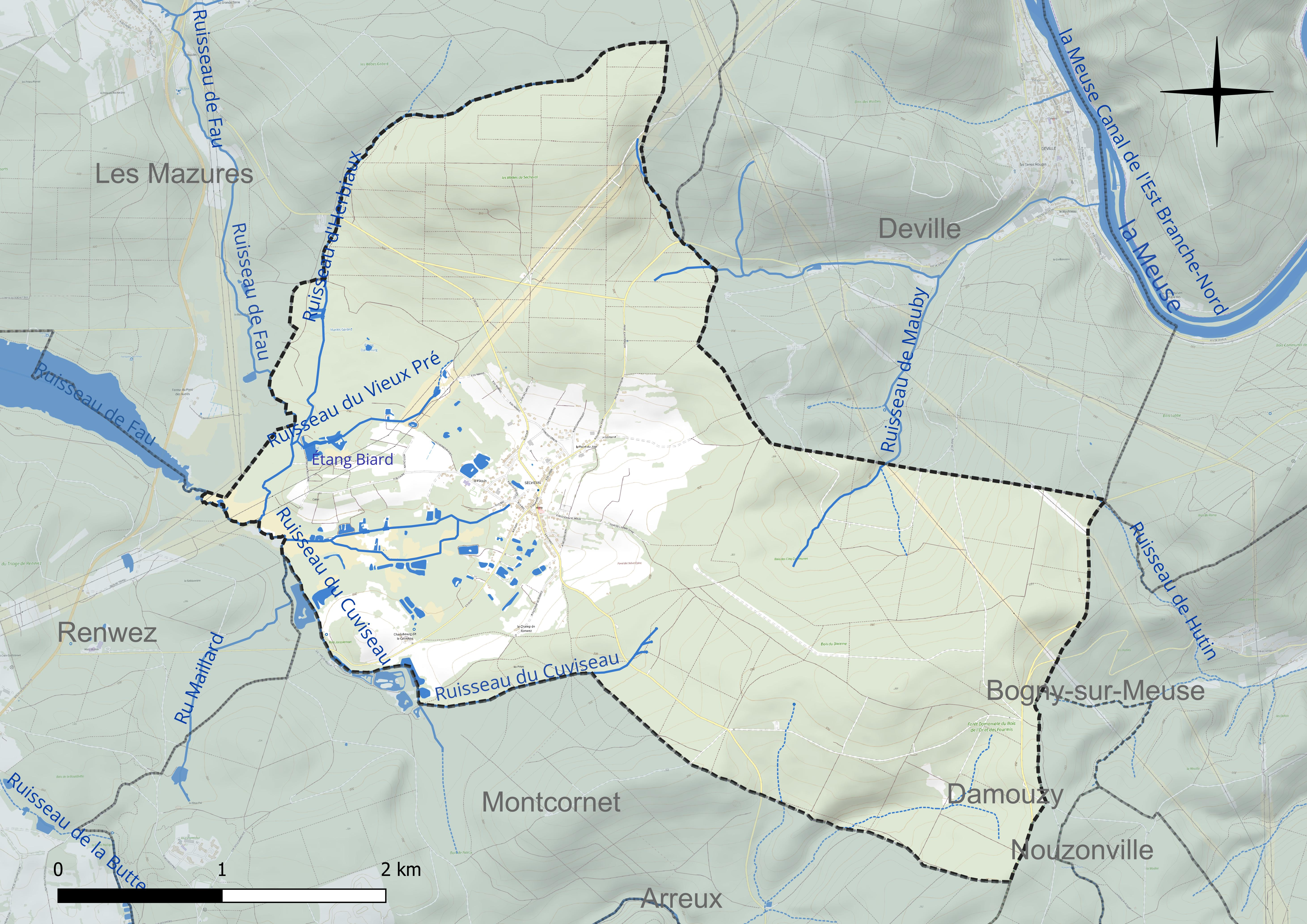
Réseau hydrographique de Sécheval.

Deux plans d'eau complètent le réseau hydrographique : l'étang Biard (0,9 ha) et l'étang Dambourg (0,1 ha),.

### Climat
Pour des articles plus généraux, voir Climat du Grand Est et Climat des Ardennes.
En 2010, le climat de la commune est de type climat de montagne, selon une étude du Centre national de la recherche scientifique s'appuyant sur une série de données couvrant la période 1971-2000. En 2020, Météo-France publie une typologie des climats de la France métropolitaine dans laquelle la commune est exposée à un climat océanique altéré et est dans la région climatique  Lorraine, plateau de Langres, Morvan, caractérisée par un hiver rude (1,5 °C), des vents modérés et des brouillards fréquents en automne et hiver. 
Pour la période 1971-2000, la température annuelle moyenne est de 9,1 °C, avec une amplitude thermique annuelle de 15,3 °C. Le cumul annuel moyen de précipitations est de 1 102 mm, avec 14,1 jours de précipitations en janvier et 10,3 jours en juillet. Pour la période 1991-2020, la température moyenne annuelle observée sur la station météorologique de Météo-France la plus proche, « Charleville-Méz. », sur la commune de Charleville-Mézières à 11 km à vol d'oiseau, est de 9,9 °C et le cumul annuel moyen de précipitations est de 928,4 mm. 
La température maximale relevée sur cette station est de 39,2 °C, atteinte le 25 juillet 2019 ; la température minimale est de −17,5 °C, atteinte le 1er janvier 1997,,. 
Les paramètres climatiques de la commune ont été estimés pour le milieu du siècle (2041-2070) selon différents scénarios d'émission de gaz à effet de serre à partir des nouvelles projections climatiques de référence DRIAS-2020. Ils sont consultables sur un site dédié publié par Météo-France en novembre 2022.

## Urbanisme

### Typologie
Au 1er janvier 2024, Sécheval est catégorisée commune rurale à habitat dispersé, selon la nouvelle grille communale de densité à 7 niveaux définie par l'Insee en 2022.
Elle est située hors unité urbaine. Par ailleurs la commune fait partie de l'aire d'attraction de Charleville-Mézières, dont elle est une commune de la couronne,. Cette aire, qui regroupe 132 communes, est catégorisée dans les aires de 50 000 à moins de 200 000 habitants,.

### Occupation des sols
L'occupation des sols de la commune, telle qu'elle ressort de la base de données européenne d’occupation biophysique des sols Corine Land Cover (CLC), est marquée par l'importance des forêts et milieux semi-naturels (83,4 % en 2018), en augmentation par rapport à 1990 (77,9 %). La répartition détaillée en 2018 est la suivante : 
forêts (73,7 %), prairies (9,7 %), milieux à végétation arbustive et/ou herbacée (9,7 %), zones agricoles hétérogènes (4,3 %), zones urbanisées (2,6 %). L'évolution de l’occupation des sols de la commune et de ses infrastructures peut être observée sur les différentes représentations cartographiques du territoire : la carte de Cassini (XVIIIe siècle), la carte d'état-major (1820-1866) et les cartes ou photos aériennes de l'IGN pour la période actuelle (1950 à aujourd'hui).

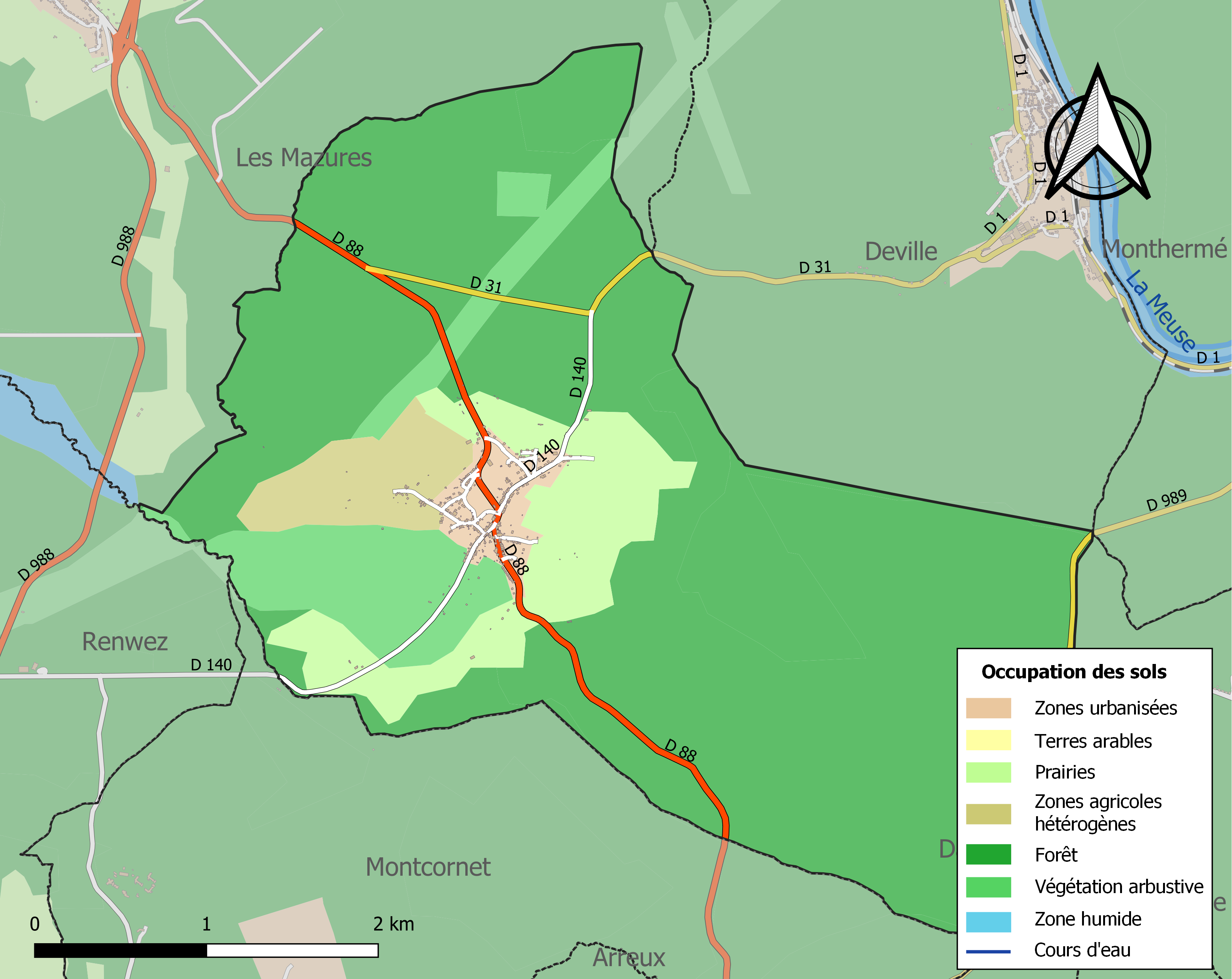
Carte des infrastructures et de l'occupation des sols de la commune en 2018 (CLC).

## Toponymie
Sécheval signifie « Vallée Sèche, vallon sec ».

## Politique et administration
| Période                                  | Période                   | Identité                                      | Étiquette | Qualité                 |
| ---------------------------------------- | ------------------------- | --------------------------------------------- | --------- | ----------------------- |
| mars 2001                                | En cours (au 26 mai 2020) | Philippe Canot Réélu pour le mandat 2020-2026 | PS        | Chef d'entreprise Maire |
| Les données manquantes sont à compléter. |                           |                                               |           |                         |

Sécheval a adhéré à la charte du parc naturel régional des Ardennes, à sa création en décembre 2011.

## Démographie
L'évolution du nombre d'habitants est connue à travers les recensements de la population effectués dans la commune depuis 1793. Pour les communes de moins de 10 000 habitants, une enquête de recensement portant sur toute la population est réalisée tous les cinq ans, les populations de référence des années intermédiaires étant quant à elles estimées par interpolation ou extrapolation. Pour la commune, le premier recensement exhaustif entrant dans le cadre du nouveau dispositif a été réalisé en 2008.

En 2022, la commune comptait 536 habitants, en évolution de −2,9 % par rapport à 2016 (Ardennes : −2,97 %, France hors Mayotte : +2,11 %).
| 1793 | 1800 | 1806 | 1821 | 1831 | 1836 | 1841 | 1846 | 1851 |
| ---- | ---- | ---- | ---- | ---- | ---- | ---- | ---- | ---- |
| 382  | 354  | 447  | 534  | 566  | 581  | 596  | 593  | 610  |

| 1866 | 1872 | 1876 | 1881 | 1886 | 1891 | 1896 | 1901 | 1906 |
| ---- | ---- | ---- | ---- | ---- | ---- | ---- | ---- | ---- |
| 546  | 524  | 513  | 508  | 458  | 406  | 402  | 378  | 402  |

| 1911 | 1921 | 1926 | 1931 | 1936 | 1946 | 1954 | 1962 | 1968 |
| ---- | ---- | ---- | ---- | ---- | ---- | ---- | ---- | ---- |
| 405  | 298  | 292  | 290  | 280  | 227  | 233  | 291  | 279  |

| 1975 | 1982 | 1990 | 1999 | 2006 | 2008 | 2013 | 2018 | 2022 |
| ---- | ---- | ---- | ---- | ---- | ---- | ---- | ---- | ---- |
| 321  | 348  | 408  | 395  | 479  | 499  | 542  | 555  | 536  |

## Lieux et monuments
- Église Saint-Lambert de Sécheval.

## Personnalités liées à la commune
- Lise Bésème-Pia : femme de lettres et gastronome, née en 1944 à Sécheval.

## Héraldique
| Armes de Sécheval | Les armes de Sécheval se blasonnent ainsi : De sinople à une gerbe composée de huit roseaux-massues d'argent et de dix joncs de sable alternés, liés aussi d'argent. |